# يابانيو المهجر
يابانيو المهجر، والمعروفون باسم نيكِّيه (日系) أونيكِّيجين (日系人)، هم المهاجرون اليابانيون وذريتهم الذين يقيمون في بلد أجنبي. تم تسجيل الهجرة من اليابان مبكرا في القرن الخامس عشر إلى الفلبين،  لكنها لم تصبح ظاهرة جماعية حتى فترة ميجي، عندما بدأ اليابانيون يذهبون إلى الفلبين  والأمريكتين. كانت هناك أيضًا هجرة كبيرة إلى أراضي الإمبراطورية اليابانية خلال الفترة الاستعمارية؛ ومع ذلك، عاد معظم المهاجرين إلى اليابان بعد استسلام اليابان ونهاية الحرب العالمية الثانية في آسيا.
ووفقا لرابطة مهاجري اليابان في الخارج، هناك حوالي 3.8 مليون نيكيه يعيشون في بلدانهم المعتمدة. أكبر هذه المجتمعات الأجنبية موجودة في البرازيل، والولايات المتحدة، والفلبين،  الصين، وكندا، وبيرو. لا يزال أحفاد المهاجرين من فترة ميجي يحتفظون بمجتمعات معروفة في تلك البلدان، مما يشكل مجموعات عرقية منفصلة عن اليابانيين في اليابان. ومع ذلك، يتم استيعاب معظم اليابانيين إلى حد كبير خارج اليابان.
اعتبارًا من عام 2018، أفادت وزارة الشؤون الخارجية أن الدول الخمس الأولى التي تضم أكبر عدد من الوافدين اليابانيين هي الولايات المتحدة (426206) والصين (124162) وأستراليا (97223) وتايلاند (72754) وكندا (702525).

## التاريخ المبكر
عاش اليابانيون في الخارج منذ القرن السادس عشر على الأقل. بعد قيام الإمبراطورية البرتغالية بالاتصال باليابان لأول مرة عام 1543، وخلال القرنين السادس عشر والسابع عشر تطورت تجارة الرقيق على نطاق واسع حيث قام البرتغاليون بشراء اليابانيين كعبيد من اليابان وبيعهم في مواقع مختلفة عبر البحار، بما في ذلك البرتغال. تذكر العديد من الوثائق تجارة الرقيق الكبيرة إلى جانب الاحتجاجات ضد استعباد اليابانيين. ويُعتقد أن العبيد اليابانيين هم أول من انتهى بهم الأمر في أوروبا، واشترى البرتغاليون أعدادًا كبيرة من فتيات العبيد اليابانيات لإحضارهن إلى البرتغال لأغراض جنسية، كما لاحظت الكنيسة عام 1555. كان الملك سيباستيان يخشى أن يكون له تأثير سلبي على التبشير الكاثوليكي لأن تجارة الرقيق في اليابان كانت تنمو إلى أبعاد هائلة، لذلك أمر بحظرها في عام 1571.
أفاد لويس سيركويرا، اليسوعي البرتغالي، في وثيقة 1598 أن النساء اليابانيات تم بيعهن كخليلات لأعضاء الطاقمين الأفريقي والأوربي على متن سفن برتغالية في اليابان. حيث تم جلب العبيد اليابانيين بواسطة البرتغاليين إلى ماكاو، حيث استعبد بعضهم البرتغاليون، ويمكن أن يُشتروا أيضًا من عبيد آخرين. وهكذا، قد يمتلك البرتغاليون العبيد الأفارقة والماليزيين، الذين كانوا بدورهم يمتلكون عبيدًا يابانيين خاصين بهم.
كان تويوتومي هيده-يوشي يشعر بالاشمئزاز لأن شعبه كان يُباع بشكل جماعي للعبودية في جزيرة كيوشو، حتى أنه أرسل خطابًا إلى اليسوعي غاسبار كويلو نائب رئيس المقاطعة في 24 يوليو 1587 لمطالبة البرتغاليين، والسياميين (التايلانديين) بالتوقف عن شراء وإسترقاق اليابانيين وإعادة هؤلاء العبيد الذين تم نقلهم إلى أماكن بعيدة مثل الهند. ألقى هيديوشي باللوم على البرتغاليين واليسوعيين في تجارة الرقيق حُظر التبشير المسيحي نتيجة لذلك. [نشر ذاتي؟] 
تم شراء بعض العبيد الكوريين في اليابان الذين كانوا من بين الآلاف من أسرى الحرب الذين أخذوا خلال الغزوات اليابانية لكوريا (1592- 1598) من قبل البرتغاليين ونقلوا إلى البرتغال. رأى فيليبو ساسيتي بعض العبيد الصينيين واليابانيين في لشبونة بين مجتمع العبيد الكبير في عام 1578، على الرغم من أن معظم العبيد كانوا أفارقة. وكان العبيد الآسيويون البرتغاليون «ذوو تقدير كبير» مثل الصينيين واليابانيين، أكثر بكثير من «العبيد من جنوب صحراء افريقيا». عزا البرتغاليون صفات مثل الذكاء والاجتهاد إلى العبيد الصينيين واليابانيين وهذا هو السبب في أنهم يفضلونهم أكثر من غيرهم. وفي عام 1595 صدر قانون من قبل البرتغال يحظر بيع العبيد الصينيين واليابانيين.
من القرن 15 وحتى أوائل القرن 17، سافر البحارة اليابانيون إلى الصين ودول جنوب شرق آسيا، وفي بعض الحالات أنشؤوا مدنا يابانية. انتهى هذا النشاط في الأربعينيات من القرن الماضي، عندما فرض شوغونيت توكوغاوا قيودًا بحرية لمنع اليابانيين من مغادرة البلاد، ومن العودة إذا كانوا بالفعل بالخارج. لم تتم رفع هذه السياسة لأكثر من مائتي عام. وتم تخفيف القيود المفروضة على السفر بمجرد أن فتحت اليابان العلاقات الدبلوماسية مع الدول الغربية. في عام 1867، بدأت باكوفو بإصدار وثائق للسفر إلى الخارج أوالهجرة.

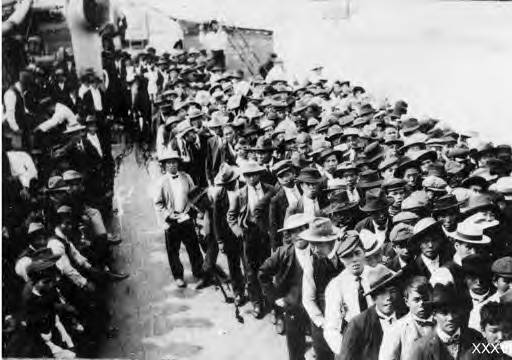
منظر للركاب الذين يصلون إلى فانكوفر على متن سفينة كومير

قبل عام 1885، هاجر عدد أقل وأقل من اليابانيين من اليابان، ويرجع ذلك جزئيًا إلى أن حكومة ميجي كانت مترددة في السماح للهجرة، لأنها تفتقر إلى القوة السياسية لحماية المهاجرين اليابانيين بشكل كافٍ، ولأنها تعتقد أن وجود اليابانيين كعمال غير مهرة في الدول الأجنبية ستعيق قدرتها على مراجعة المعاهدات غير المتكافئة. وكان هناك استثناء ملحوظ لهذا الاتجاه هو مجموعة من 153 عاملا متعاقدين هاجروا - دون جوازات سفر رسمية - إلى هاواي وغوام في عام 1868. بقي جزء من هذه المجموعة بعد انتهاء عقد العمل الأولي، مما شكل نواة مجتمع نيكِّي في هاواي. في عام 1885، بدأت حكومة ميجي في اللجوء إلى برامج الهجرة المدعومة رسميًا للتخفيف من الضغط الناجم عن الزيادة السكانية وتأثيرات انكماش ماتسوكاتا في المناطق الريفية. خلال العقد التالي، شاركت الحكومة عن كثب في اختيار المهاجرين وتعليمهم قبل المغادرة. كانت الحكومة اليابانية حريصة على إبقاء المهاجرين اليابانيين مهذبين أثناء تواجدهم في الخارج من أجل إظهار الغرب أن اليابان مجتمع محترم يستحق الاحترام. بحلول منتصف التسعينيات من القرن التاسع عشر، بدأت شركات الهجرة (imin- kaisha 移民 会 社)، التي لا ترعاها الحكومة، في السيطرة على عملية تجنيد المهاجرين، لكن الإيديولوجية التي أقرّتها الحكومة استمرت في التأثير على أنماط الهجرة.

## المدن الكبرى مع أكبر عدد من المواطنين اليابانيين
- لوس أنجلوس، الولايات المتحدة: 68,744
- بانكوك، تايلاند: 52,871
- نيويورك، الولايات المتحدة: 46137
- شنغهاي، الصين: 43455
- سنغافورة: 3623
- لندن الكبرى، المملكة المتحدة: 34298
- سيدني، أستراليا: 32189
- فانكوفر، كندا: 26,910
- هونغ كونغ، الصين: 25004
- ملبورن، أستراليا: 19878
- سان فرانسيسكو، الولايات المتحدة: 18862
- هونولولو، الولايات المتحدة: 16,306
- باريس، فرنسا: 15684
- سان خوسيه، الولايات المتحدة: 14,761
- تورنتو، كندا: 13,725
- سيول، كوريا الجنوبية: 12,655
- سياتل، الولايات المتحدة: 12,548
- كوالالمبور، ماليزيا: 12,539
- شيكاغو، الولايات المتحدة: 11,928

1. ↑  "Japan-Brazil Relations (Basic Data)". Ministry of Foreign Affairs of Japan. مؤرشف من الأصل في 2019-10-13. اطلع عليه بتاريخ 2016-07-14.
2. ↑  "Centenário da Imigração Japonesa - Reportagens - Nipo-brasileiros estão mais presentes no Norte e no Centro-Oeste do Brasil". japao100.com.br. مؤرشف من الأصل في 13 أغسطس 2017. اطلع عليه بتاريخ 4 سبتمبر 2014.
3. ↑  "ブラジル基礎データ ｜ 外務省". 外務省. مؤرشف من الأصل في 2020-04-09.
4. ↑  Data Access and Dissemination Systems (DADS). "American FactFinder - Results". census.gov. مؤرشف من الأصل في 2020-03-01.
5. 1 2  "Annual Report of Statistics on Japanese Nationals Overseas" (PDF). Mofa.go.jp. مؤرشف من الأصل (PDF) في 2020-05-01. اطلع عليه بتاريخ 2018-01-16.
6. ↑  Agnote، Dario (11 أكتوبر 2006). "A glimmer of hope for castoffs". The Japan Times. مؤرشف من الأصل في 2011-06-07. اطلع عليه بتاريخ 2016-08-09.
7. ↑  Ohno، Shun (2006). "The Intermarried issei and mestizo nisei in the Philippines". في Adachi، Nobuko (المحرر). Japanese diasporas: Unsung pasts, conflicting presents, and uncertain futures. ص. 97. ISBN:978-1-135-98723-7.
8. ↑  "Japanese Canadians". مؤرشف من الأصل في 2020-04-04. اطلع عليه بتاريخ 2018-04-14.
9. ↑  "Japan-Peru Relations". mofa.go.jp. 27 نوفمبر 2012. مؤرشف من الأصل في 2019-09-03. اطلع عليه بتاريخ 2016-04-29.
10. ↑  "海外在留邦人数調査統計" (PDF). mofa.go.jp. مؤرشف من الأصل (PDF) في 2019-03-03. اطلع عليه بتاريخ 2018-07-31.
11. ↑  "BiB - Bundesinstitut für Bevölkerungsforschung - Pressemitteilungen - Zuwanderung aus außereuropäischen Ländern fast verdoppelt". Bib-demografie.de. مؤرشف من الأصل في 9 ديسمبر 2017. اطلع عليه بتاريخ 22 أغسطس 2017.
12. ↑  "Japan-Argentine Relations". Ministry of Foreign Affairs of Japan. مؤرشف من الأصل في 2019-09-01.
13. ↑  "Argentina inicia una nueva etapa en su relación con Japón". Telam.com.ar. مؤرشف من الأصل في 2020-04-14. اطلع عليه بتاريخ 2016-11-21.
14. ↑  Itoh, p. 7. نسخة محفوظة 14 أبريل 2020 على موقع واي باك مشين.
15. ↑  "통계 - 국내 체류외국인 140만명으로 다문화사회 진입 가속화". dmcnews.kr. مؤرشف من الأصل في 26 يناير 2016.
16. ↑  Department of Immigration and Citizenship (فبراير 2014). "Community Information Summary" (PDF). Department of Social Services. Australian Government. مؤرشف من الأصل (PDF) في 2020-04-14. اطلع عليه بتاريخ 2019-07-18.
17. ↑  Lizcano Fernández, Francisco (May–Aug 2005). "Composición Étnica de las Tres Áreas Culturales del Continente Americano al Comienzo del Siglo XXI" (PDF). Revista Convergencia (بالإسبانية). 12 (38): 201. Archived from the original (PDF) on 2013-10-22. Retrieved 2015-01-28.
18. ↑  "MOFA Japan". 3 ديسمبر 2014. مؤرشف من الأصل في 2020-02-26.
19. ↑  "海外在留邦人数調査統計（平成２８年要約版）" [Annual Report of Statistics on Japanese Nationals Overseas (Heisei 28 Summary Edition)] (PDF) (باليابانية). 1 Oct 2015. p. 32. Archived from the original (PDF) on 2020-02-07. Retrieved 2016-11-10.
20. ↑  "マレーシア基礎データ ｜ 外務省". 外務省. مؤرشف من الأصل في 2019-12-26.
21. ↑  "Letter from the Embassy of the Federated States of Micronesia" (PDF). Mra.fm. مؤرشف من الأصل (PDF) في 2020-04-12. اطلع عليه بتاريخ 2018-01-16.
22. ↑  "インドネシア基礎データ ｜ 外務省". 外務省. مؤرشف من الأصل في 2020-04-14.
23. ↑  "5. – Japanese – Te Ara Encyclopedia of New Zealand". teara.govt.nz. مؤرشف من الأصل في 2020-04-14.
24. ↑  "ボリビア基礎データ ｜ 外務省". 外務省. مؤرشف من الأصل في 2020-03-12.
25. ↑  "インド（India）". Mofa.go.jp. مؤرشف من الأصل في 2020-04-09. اطلع عليه بتاريخ 2017-12-18.
26. ↑  See also Japanese people in India
27. ↑  "Tourism New Caledonia - Prepare your trip in New Caledonia" (PDF). newcaledonia.co.nz. مؤرشف من الأصل (PDF) في 14 أكتوبر 2008.
28. ↑  "外務省: ご案内- ご利用のページが見つかりません" (PDF). mofa.go.jp. مؤرشف من الأصل (PDF) في 13 أغسطس 2018. اطلع عليه بتاريخ أكتوبر 2020. {{استشهاد ويب}}: تحقق من التاريخ في: |تاريخ الوصول= (مساعدة)
29. ↑  "Japan-Paraguay Relations". Ministry of Foreign Affairs of Japan. مؤرشف من الأصل في 2020-04-14.
30. ↑  Rachel Pritchett. "Pacific Islands President, Bainbridge Lawmakers Find Common Ground". BSUN. مؤرشف من الأصل في 16 يوليو 2011.
31. ↑  "Archived copy". مؤرشف من الأصل في 22 يوليو 2011. اطلع عليه بتاريخ 4 ديسمبر 2010.{{استشهاد ويب}}:  صيانة الاستشهاد: الأرشيف كعنوان (link)
32. ↑  "Macau Population Census". Census Bureau of Macau. مايو 2012. مؤرشف من الأصل في 2019-12-05. اطلع عليه بتاريخ 2016-07-22.
33. ↑  Manansala، Paul Kekai (5 سبتمبر 2006). "Quests of the Dragon and Bird Clan: Luzon Jars (Glossary)". مؤرشف من الأصل في 2020-01-19.
34. ↑  "Philippines History, Culture, Civilization and Technology, Filipino". asiapacificuniverse.com. مؤرشف من الأصل في 2017-10-10.
35. ↑  さや・白石؛ Shiraishi، Takashi (1993). The Japanese in Colonial Southeast Asia. ISBN:9780877274025. مؤرشف من الأصل في 2020-02-17.
36. ↑  وزارة الخارجية (MOFA), Japan: Japan-Mexico relations نسخة محفوظة 14 فبراير 2020 على موقع واي باك مشين.
37. ↑  Palm, Hugo. "Desafíos que nos acercan," نسخة محفوظة 15 April 2009 على موقع واي باك مشين. El Comercio (Lima, Peru). 12 March 2008. [وصلة مكسورة]
38. ↑  Azuma, Eiichiro (2005). "Brief Historical Overview of Japanese Emigration". International Nikkei Research Project. مؤرشف من الأصل في 2019-03-14. اطلع عليه بتاريخ 2007-02-02.
39. ↑  Furia، Reiko (1993). "The Japanese Community Abroad: The Case of Prewar Davao in the Philippines". في Saya Shiraishi؛ Takashi Shiraishi (المحررون). The Japanese in Colonial Southeast Asia. Southeast Asia Program, Cornell University Publications. ص. 157. ISBN:978-0-87727-402-5. اطلع عليه بتاريخ 2016-05-30.
40. ↑  Shoji, Rafael (2005). "Book Review" (PDF). Journal of Global Buddhism 6. مؤرشف من الأصل (PDF) في 2016-03-03. اطلع عليه بتاريخ 2007-02-02.
41. ↑  "海外在留邦人数調査統計" (PDF). مؤرشف من الأصل (PDF) في 2018-07-31. اطلع عليه بتاريخ 2018-07-31.
42. ↑  HOFFMAN، MICHAEL (26 مايو 2013). "The rarely, if ever, told story of Japanese sold as slaves by Portuguese traders". The Japan Times. مؤرشف من الأصل في 2019-05-05. اطلع عليه بتاريخ 2014-03-02.
43. ↑  "Europeans had Japanese slaves, in case you didn't know ..." Japan Probe. 10 مايو 2007. مؤرشف من الأصل في 2010-06-13. اطلع عليه بتاريخ 2014-03-02.
44. ↑  Nelson، Thomas (Winter 2004). "Monumenta Nipponica (Slavery in Medieval Japan)". Monumenta Nipponica. ج. 59 ع. 4: 463–492. JSTOR:25066328.
45. ↑  Monumenta Nipponica: Studies on Japanese Culture, Past and Present, Volume 59, Issues 3-4. Jōchi Daigaku. Sophia University. 2004. ص. 463. مؤرشف من الأصل في 2020-04-14. اطلع عليه بتاريخ 2014-02-02.{{استشهاد بكتاب}}:  صيانة الاستشهاد: آخرون (link)
46. ↑  Michael Weiner، المحرر (2004). Race, Ethnicity and Migration in Modern Japan: Imagined and imaginary minorities (ط. illustrated). Taylor & Francis. ص. 408. ISBN:978-0-415-20857-4. مؤرشف من الأصل في 2020-03-17. اطلع عليه بتاريخ 2014-02-02.
47. ↑  Kwame Anthony Appiah, Henry Louis Gates, Jr.، المحرر (2005). Africana: The Encyclopedia of the African and African American Experience (ط. illustrated). Oxford University Press. ص. 479. ISBN:978-0-19-517055-9. مؤرشف من الأصل في 2020-01-09. اطلع عليه بتاريخ 2014-02-02.{{استشهاد بكتاب}}:  صيانة الاستشهاد: أسماء متعددة: قائمة المحررين (link)
48. ↑  Anthony Appiah, Henry Louis Gates، المحرر (2010). Encyclopedia of Africa, Volume 1 (ط. illustrated). Oxford University Press. ص. 187. ISBN:978-0-19-533770-9. مؤرشف من الأصل في 2019-08-13. اطلع عليه بتاريخ 2014-02-02.
49. ↑  Monumenta Nipponica. Jōchi Daigaku. Sophia University. 2004. ص. 465. مؤرشف من الأصل في 2020-04-14. اطلع عليه بتاريخ 2014-02-02.{{استشهاد بكتاب}}:  صيانة الاستشهاد: آخرون (link)
50. ↑  Joseph Mitsuo Kitagawa (2013). Religion in Japanese History (ط. illustrated, reprint). Columbia University Press. ص. 144. ISBN:978-0-231-51509-2. مؤرشف من الأصل في 2020-04-14. اطلع عليه بتاريخ 2014-02-02.
51. ↑  Donald Calman (2013). Nature and Origins of Japanese Imperialism. Routledge. ص. 37. ISBN:978-1-134-91843-0. مؤرشف من الأصل في 2020-04-14. اطلع عليه بتاريخ 2014-02-02.
52. ↑  Gopal Kshetry (2008). FOREIGNERS IN JAPAN: A Historical Perspective. Xlibris Corporation. ISBN:978-1-4691-0244-3. مؤرشف من الأصل في 2020-03-17. اطلع عليه بتاريخ 2014-02-02.
53. ↑  J F Moran, J. F. Moran (2012). Japanese and the Jesuits. Routledge. ISBN:978-1-134-88112-3. مؤرشف من الأصل في 2020-04-14. اطلع عليه بتاريخ 2014-02-02.
54. ↑  Robert Gellately, Ben Kiernan، المحرر (2003). The Specter of Genocide: Mass Murder in Historical Perspective (ط. reprint). Cambridge University Press. ص. 277. ISBN:978-0-521-52750-7. مؤرشف من الأصل في 2020-04-14. اطلع عليه بتاريخ 2014-02-02.
55. ↑  Gavan McCormack (2001). Reflections on Modern Japanese History in the Context of the Concept of "genocide". Edwin O. Reischauer Institute of Japanese Studies. Harvard University, Edwin O. Reischauer Institute of Japanese Studies. ص. 18. مؤرشف من الأصل في 2020-04-14. اطلع عليه بتاريخ 2014-02-02.
56. ↑  Jonathan D. Spence (1985). The memory palace of Matteo Ricci (ط. illustrated, reprint). Penguin Books. ص. 208. ISBN:978-0-14-008098-8. مؤرشف من الأصل في 2020-04-14. اطلع عليه بتاريخ 2012-05-05. countryside.16 Slaves were everywhere in Lisbon, according to the Florentine merchant Filippo Sassetti, who was also living in the city during 1578. Black slaves were the most numerous, but there were also a scattering of Chinese
57. ↑  José Roberto Teixeira Leite (1999). A China no Brasil: influências, marcas, ecos e sobrevivências chinesas na sociedade e na arte brasileiras (بالبرتغالية). UNICAMP. Universidade Estadual de Campinas. p. 19. ISBN:978-85-268-0436-4. Archived from the original on 2020-04-14. Retrieved 2012-05-05. Idéias e costumes da China podem ter-nos chegado também através de escravos chineses, de uns poucos dos quais sabe-se da presença no Brasil de começos do Setecentos.17 Mas não deve ter sido através desses raros infelizes que a influência chinesa nos atingiu, mesmo porque escravos chineses (e também japoneses) já existiam aos montes em Lisboa por volta de 1578, quando Filippo Sassetti visitou a cidade,18 apenas suplantados em número pelos africanos. Parece aliás que aos últimos cabia o trabalho pesado, ficando reservadas aos chins tarefas e funções mais amenas, inclusive a de em certos casos secretariar autoridades civis, religiosas e militares.
58. ↑  Jeanette Pinto (1992). Slavery in Portuguese India, 1510–1842. Himalaya Pub. House. ص. 18. مؤرشف من الأصل في 2020-04-14. اطلع عليه بتاريخ 2012-05-05. ... Chinese as slaves, since they are found to be very loyal, intelligent and hard working' ... their culinary bent was also evidently appreciated. The Florentine traveller Fillippo Sassetti, recording his impressions of Lisbon's enormous slave population circa 1580, states that the majority of the Chinese there were employed as cooks.
59. ↑  Charles Ralph Boxer (1968). Fidalgos in the Far East 1550–1770 (ط. 2, illustrated, reprint). 2, illustrated, reprint. ص. 225. مؤرشف من الأصل في 2020-04-14. اطلع عليه بتاريخ 2012-05-05. be very loyal, intelligent, and hard-working. Their culinary bent (not for nothing is Chinese cooking regarded as the Asiatic equivalent to French cooking in Europe) was evidently appreciated. The Florentine traveller Filipe Sassetti recording his impressions of Lisbon's enormous slave population circa 1580, states that the majority of the Chinese there were employed as cooks. Dr. John Fryer, who gives us an interesting ...
60. ↑  José Roberto Teixeira Leite (1999). A China No Brasil: Influencias, Marcas, Ecos E Sobrevivencias Chinesas Na Sociedade E Na Arte Brasileiras (بالبرتغالية). UNICAMP. Universidade Estadual de Campinas. p. 19. ISBN:978-85-268-0436-4. Archived from the original on 2020-03-17. Retrieved 2014-02-02.
61. ↑  Paul Finkelman (1998). Paul Finkelman, Joseph Calder Miller (المحرر). Macmillan encyclopedia of world slavery, Volume 2. Macmillan Reference USA, Simon & Schuster Macmillan. ص. 737. ISBN:978-0-02-864781-4. مؤرشف من الأصل في 2020-04-14. اطلع عليه بتاريخ 2014-02-02.
62. ↑  Finkelman & Miller 1998
63. ↑  Duarte de Sande (2012). Derek Massarella (المحرر). Japanese Travellers in Sixteenth-century Europe: A Dialogue Concerning the Mission of the Japanese Ambassadors to the Roman Curia (1590). Ashgate Publishing, Ltd. ج. Volume 25 of 3: Works, Hakluyt Society Hakluyt Society. ISBN:978-1-4094-7223-0. ISSN:0072-9396. مؤرشف من الأصل في 2020-03-17. اطلع عليه بتاريخ 2014-02-02. {{استشهاد بكتاب}}: |المجلد= يحوي نصًّا زائدًا (مساعدة)
64. ↑  A. C. de C. M. Saunders (1982). A Social History of Black Slaves and Freedmen in Portugal, 1441–1555 (ط. illustrated). Cambridge University Press. ج. Volume 25 of 3: Works, Hakluyt Society Hakluyt Society. ص. 168. ISBN:978-0-521-23150-3. مؤرشف من الأصل في 2020-02-17. اطلع عليه بتاريخ 2014-02-02. {{استشهاد بكتاب}}: |المجلد= يحوي نصًّا زائدًا (مساعدة)
65. ↑  Jeanette Pinto (1992). Slavery in Portuguese India, 1510–1842. Himalaya Pub. House. ص. 18. مؤرشف من الأصل في 2020-04-14. اطلع عليه بتاريخ 2014-02-02.
66. ↑  Charles Ralph Boxer (1968). Fidalgos in the Far East 1550–1770 (ط. 2, illustrated, reprint). Oxford U.P. ص. 225. مؤرشف من الأصل في 2020-04-14. اطلع عليه بتاريخ 2014-02-02.
67. ↑  Dias 2007
68. ↑  "JANM/INRP - Harumi Befu". janm.org. مؤرشف من الأصل في 2018-11-29.
69. ↑  "外務省: 外交史料　Q&A　その他". Mofa.go.jp. مؤرشف من الأصل في 2019-06-14. اطلع عليه بتاريخ 2018-01-16.
70. ↑  Known as the Gannen-mono (元年者), or "first year people" because they left Japan in the first year of the فترة مييجي. Jonathan Dresner, "Instructions to Emigrant Laborers, 1885–1894: 'Return in Triumph' or 'Wander on the Verge of Starvation,'" In Japanese Diasporas: Unsung Pasts, Conflicting Presents, and Uncertain Futures, ed. Nobuko Adachi (London: Routledge, 2006), 53.
71. ↑  Dresner, 52-68.